# Јанче (Љубљана)
Јанче (словен. Janče) налази се око 15 км источно од Љубљане у општини Љубљана. Лежи на високом брду и са брдом Јавор сачињавају долину Беснице. Са Јанча види се северни део Словеније са Караванкама.

## Историја
До територијалне реорганизације у Словенији био је у саставу града Љубљана, односно у саставу старе општине Мосте-Поље.

## Становништво
На попису становништва из 2021. године, Јанче је имао 20 становника.
| Број становника према пописима | Број становника према пописима | Број становника према пописима | Број становника према пописима | Број становника према пописима | Број становника према пописима | Број становника према пописима | Број становника према пописима | Број становника према пописима | Број становника према пописима | Број становника према пописима | Број становника према пописима | Број становника према пописима | Број становника према пописима | Број становника према пописима | Број становника према пописима |
| ------------------------------ | ------------------------------ | ------------------------------ | ------------------------------ | ------------------------------ | ------------------------------ | ------------------------------ | ------------------------------ | ------------------------------ | ------------------------------ | ------------------------------ | ------------------------------ | ------------------------------ | ------------------------------ | ------------------------------ | ------------------------------ |
| 1869                           | 1880                           | 1890                           | 1900                           | 1910                           | 1921                           | 1931                           | 1948                           | 1953                           | 1961                           | 1971                           | 1981                           | 1991                           | 2002                           | 2011                           | 2021                           |
| 76                             | 83                             | 79                             | 71                             | 71                             |                                |                                | 81                             | 80                             | 67                             | 56                             | 46                             | 28                             | 28                             | 19                             | 20                             |